# Leonhard Klinckowström

Leonard von Klinckowström

Leonhard Klinckowström, auch Leonard (* 30. September 1685; † 1. September 1759 in Stockholm) war ein schwedischer Beamter, Diplomat, Oberpostdirektor und Staatssekretär.

## Leben
Leonhard von Klinckowström war ein Sohn des 1684 in den schwedischen Adelsstand erhobenen Landrentmeisters Martin Klinckow (1650–1717) und der Anna Elisabeth Vorberger. König Karl XII. befahl ihn 1704 ins schwedische Hauptquartier nach Rawitsch, wo er nach dem Tod seines älteren Bruders Karl Bernhard Klinckowström Kammerpage werden sollte. Er wurde jedoch Kopist in der livländischen Abteilung der königlichen Kanzlei. 1705 diente er in der Feldkanzlei des Reichsmarschalls Carl Piper und geriet nach der Schlacht bei Poltawa in russische Gefangenschaft. 1712 entkam er und konnte nach einer abenteuerlichen Flucht im Winter 1713 Königsberg erreichen. Im Frühling 1714 reiste er erst nach Stockholm, dann zum König nach Stralsund.  Er wurde Kanzlist im auswärtigen Amt und ging zur Unterstützung von Georg Heinrich von Görtz nach Stockholm. 1716 wurde er Registrator in der deutschen Abteilung des auswärtigen Amtes. Er erhielt 1720 den Titel eines Königlichen Sekretärs. In der Angelegenheit wegen einer Allianz mit Hannover wurde er 1722 nach England entsandt. 1728 wurde er Abteilungssekretär des auswärtigen Amtes. Zum Kanzleirat wurde er 1739 ernannt.
1743 wurde er Oberpostdirektor und hatte damit die Aufsicht über den Postverkehr Schwedens und die inländischen Zeitschriften. Mehrfach war er daneben in auswärtigen Angelegenheiten tätig. 1747 wurde er zum Staatssekretär ernannt, im folgenden Jahr zum Ritter und Kommandeur des Nordstern-Ordens. 1750 wurde er Mitglied der Königlich Schwedischen Akademie der Wissenschaften.
Zusammen mit seinem Bruder Thure Gustav Klinckowström wurde er Anfang 1759 in den schwedischen Freiherrenstand erhoben. Im selben Jahr nahm er seinen Abschied aus dem Staatsdienst und starb am 1. September in Stockholm. Er wurde neben seiner Frau in einem Marmorsarkophag in der Klarakirche beigesetzt.
Leonhard Klinckowström war seit 1720 mit Catharina Ehrenpreus (1703–1757) verheiratet. Die Ehe blieb kinderlos.
Er besaß Lövsta in Eds socken in Uppland und ein großes Haus in der Königinstraße in Stockholm. Testamentarisch verfügte er den Verkauf dieses Besitzes und stattdessen den Erwerb von Rinkestad in Ärla socken als Fideikommiss für seinen Neffen Thure Leonard Klinckowström.